# Novalaetesia
Novalaetesia Millidge, 1988 è un genere di ragni appartenente alla famiglia Linyphiidae.

## Distribuzione
Le due specie oggi note di questo genere sono state reperite in Nuova Zelanda: sono due endemismi.

## Tassonomia
Dal 2003 non sono stati esaminati nuovi esemplari di questo genere.
A giugno 2012, si compone di due specie:
- Novalaetesia anceps Millidge, 1988[3] — Nuova Zelanda
- Novalaetesia atra Blest & Vink, 2003 — Nuova Zelanda